# Chiesa di Santa Domitilla (Sabrata)
La chiesa di Santa Domitilla è una piccola chiesa cattolica di Sabrata, in Libia.

## Storia
La chiesa è stata costruita negli anni '30 su progetto dell'architetto italiano Florestano Di Fausto e sarebbe stata inaugurata nel 1937 nell'ambito dell'inaugurazione del teatro di Sabratha ad opera del Capo del governo italiano Benito Mussolini. Tra gli anni '60 e '70 la chiesa subì probabilmente la sorte di gran parte dei luoghi di culto cristiani della Libia, venendo sequestrata dalle autorità della Repubblica Araba di Libia ed è stata convertita in bar, venendo poi chiusa al pubblico.